# 荒海村
荒海村（あらかいむら）は福島県南会津郡にかつて存在した村である。

## 地理
現在の南会津町の南部、旧田島町の南西部に位置する。
村域は帝釈山脈に位置し、山がちな地形が多い。
村内は阿賀川（荒海川）の源流域に位置する。

## 歴史
村名は、荒海山と荒海川に由来する。

### 村域の変遷
- 1889年（明治22年）4月1日 - 町村制施行により、中荒井村・川島村・関本村・藤生村・糸沢村・滝原村が合併し南会津郡荒海村が発足。
- 1955年（昭和30年）4月1日 - 荒海村は田島町・檜沢村とともに合併し田島町が発足。荒海村は消滅。

変遷表
| 1868年 以前 | 1868年 以前 | 明治22年 4月1日 | 昭和30年 4月1日 | 平成18年 3月20日 | 現在     |
| ----------- | ----------- | --------------- | --------------- | ---------------- | -------- |
|             | 中荒井村    | 荒海村          | 田島町          | 南会津町         | 南会津町 |
|             | 川島村      | 荒海村          | 田島町          | 南会津町         | 南会津町 |
|             | 関本村      | 荒海村          | 田島町          | 南会津町         | 南会津町 |
|             | 藤生村      | 荒海村          | 田島町          | 南会津町         | 南会津町 |
|             | 糸沢村      | 荒海村          | 田島町          | 南会津町         | 南会津町 |
|             | 滝原村      | 荒海村          | 田島町          | 南会津町         | 南会津町 |

## 大字
- 中荒井（なかあらい）
- 川島（かわしま）
- 関本（せきもと）
- 藤生（とうにう）
- 糸沢（いとざわ）
- 滝原（たきのはら）

## 人口・世帯

### 人口
総数 [単位： 人]
| 1889年（明治22年） | 2,063 |
| 1920年（大正 9年） | 2,968 |

### 世帯
総数 [単位： 世帯]
| 1920年（大正 9年） | 430 |

## 交通

### 鉄道
- 日本国有鉄道（ → 東日本旅客鉄道 → 会津鉄道）
  - ■会津線
    - 会津滝ノ原駅 - 糸沢駅 - 荒海駅 - 中荒井駅

### 道路
- 二級国道
  - 国道121号